# Ali Barbouyou et Ali Bouf à l'huile
Ali Barbouyou et Ali Bouf à l'huile va ser un curtmetratge mut francès del 1907 dirigit per Georges Méliès. Va ser venut per la Star Film Company de Méliès i està numerat del 1014 al 1017 als seus catàlegs. Sobreviu un fragment de la pel·lícula.

## Trama
El catàleg estatunidenc de Méliès informa de l'acció següent, que cobreix la part de la pel·lícula que ara es presumeix perduda: un pintor està treballant en un retrat de cos sencer d'una dona amb un vestit exotitzat, amb ajuda. d'una ampolla de whisky. De sobte s'adona que, sempre que deixa l'ampolla, el seu criat també li està robant un tast. El pintor va a amagar l'ampolla de whisky, i el criat aprofita l'ocasió per beure tot el contingut d'altres dues ampolles. El pintor torna just quan els mals de panxa del criat li fan adonar-se que aquestes dues ampolles no contenien whisky, sinó pintura. El pintor enfadat colpeja el criat i finalment el colpeja amb un sabre. El criat cau inconscient. El pintor, pensant que ha assassinat accidentalment el seu criat, embota el cos de pressa en un maleter proper i beu fins quedar-se adormit. Quan el pintor dorm en el seu estupor borratxo, el criat surt furtivament del bagul, just quan la dona cobra vida i surt del seu quadre. Li fa una sèrie de bromes al criat, que culminen amb abocar-li una galleda de líquid blanc sobre el seu cap.
El fragment supervivent de la pel·lícula mostra la dona tornant al seu marc i tornant a ser una pintura. El pintor es desperta i es sorprèn de veure el criat colpejant el quadre amb l'escombra. El pintor fa una segona colpejada al criat. El fragment conclou amb una acció no esmentada al catàleg: el pintor finalment decapita el seu criat, ficant el cap i el cos al mateix tronc que havia utilitzat abans. El cos del criat, agafant el cap, surt de la caixa i s'allunya. El pintor, aterrit davant la visió, salta directament al seu quadre i desapareix.

## Producció i temes
La trama d' Ali Barbouyou et Ali Bouf à l'huile es fa ressò de la d'una pel·lícula anterior de Méliès, Le Portrait spirituel (1903), mentre que l'escenari Orientalista pot indicar inspiració de les pintures d'Eugène Delacroix. Méliès i un col·laborador freqüent, un actor anomenat Manuel, interpreten el mestre (Ali Barbouyou) i el servent (Ali Bouf-à-l'huile) respectivament. Els efectes especials de la pel·lícula es treballen amb escamoteigs i fosa. L'escenari, particularment detallat fins i tot segons els estàndards elaborats de Méliès, inclou un gran marc que Méliès havia utilitzat anteriorment en altres pel·lícules, inclosa Le Portrait mystérieux.
Una guia del Centre National de la Cinématographie de l'obra de Méliès assenyala que, si bé el salt final a la pintura és d'estil molt mélièsià, aquesta és una de les poques pel·lícules de Méliès en què una desaparició màgica no va seguida d'un retorn final que suggereixi una caiguda de teló. Altres exemples sense una reaparició final inclouen Bob Kick, l'enfant terrible (1903), La Guirlande merveilleuse (1903), i Satan en prison (1907), suposant que els finals d'aquestes pel·lícules estan complets en les seves impressions supervivents.